# Slag bij Saint-Denis (1678)

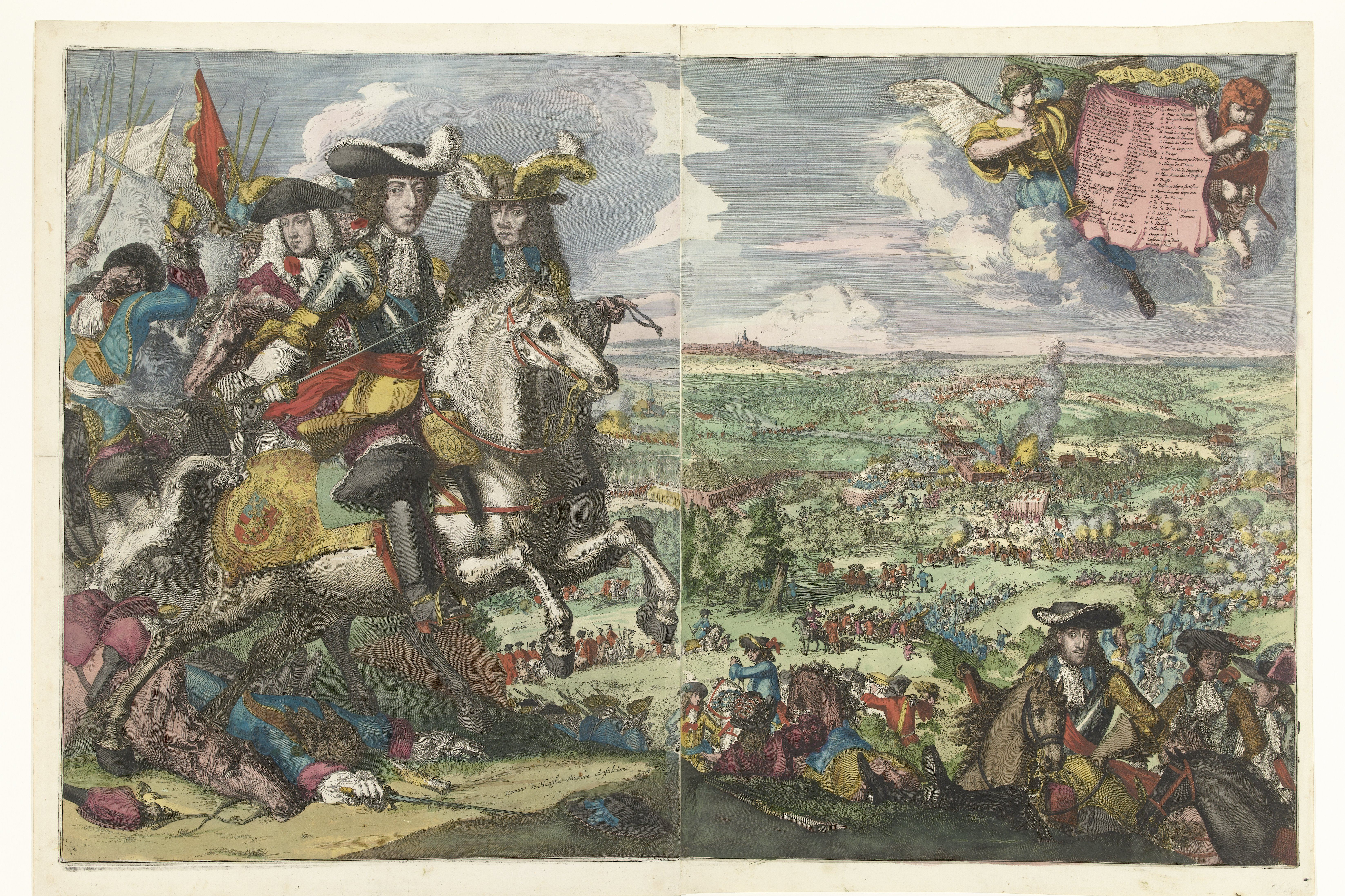
Geschiedenisprent door R de Hooghe

De Slag bij Saint-Denis vond plaats op 14 en 15 augustus 1678 tussen het Franse leger onder maarschalk Luxembourg en het Nederlandse leger onder Willem III van Oranje-Nassau bij Saint-Denis, een klein dorp buiten Bergen in Henegouwen in de Zuidelijke Nederlanden.
Het was de laatste slag van de Frans-Nederlandse oorlog (1672-1678). Hij vond plaats toen de vrede tussen Frankrijk en de Republiek in het Verdrag van Nijmegen op 10 augustus al was ondertekend.
Het verdrag tussen Frankrijk en Spanje was nog niet ondertekend en het was de bedoeling van de Fransen om te vertragen, in de hoop dat Bergen, dat door de Fransen belegerd werd, ondertussen zou vallen. Het bericht van de ondertekening van de vrede bereikte de stadhouder in zijn kamp op 13 augustus, maar nog niet officieel. Op de ochtend van 14 augustus kwam D'Estrades persoonlijk het nieuws aan maarschalk Luxembourg brengen. De Franse maarschalk stond op het punt om het bericht aan het Nederlandse kamp door te geven toen hij hoorde dat Willem met zijn leger optrok om hem aan te vallen. Hij was van mening dat de eer hem dwong om de uitdaging aan te gaan. Een bloedige strijd bij Saint-Denis was het gevolg. Willem III liet de Franse stellingen bestormen en stelde zichzelf bloot aan aanzienlijk gevaar. Hoewel beide zijden ongeveer even grote verliezen leden, bereikte Willem zijn doel. Luxembourg hief de belegering van Bergen op en de onderhandelingen met Spanje werden voortgezet. Het verdrag tussen Frankrijk en Spanje werd ondertekend op 17 september 1678.

## Prominente aanwezige
James Scott, 1e hertog van Monmouth, de buitenechtelijke zoon van Karel II van Engeland, was aanwezig bij de slag als bevelhebber van de Engelse brigade, en onderscheidde zich.
Ook aanwezig was Menno van Coehoorn (de Nederlandse "Vauban"), en de toekomstige maarschalk Hendrik van Nassau-Ouwerkerk, waarvan werd gezegd dat hij het leven van Willem III tijdens de slag redde door een aanvaller af te slaan die reeds zijn pistool tegen de borst van de prins had.